# Центральнокаталанський діалект

Центральнокаталанський (центральний) діалект каталанської мови на мапі каталанських країн

Центральнокатала́нський діале́кт катала́нської мо́ви або центра́льний діале́кт катала́нської мо́ви (кат. català oriental central або català central) – діалект східної та південної частини Каталонії, який став основою для літературної каталанської мови. 
Є частиною східних діалектів цієї мови, які поширені на території Каталонії (уся провінція Барселона, схід провінції Таррагона та більша частина провінції Жирона), Північної Каталонії, Балеарських островів та м. Алґе на о-ві Сардинія. 

## Субдіалекти
Суред субдіалектів центральнокаталанського діалекту виділяють такі:
- таррагонський (кат. tarragoní), має певні риси, спільні з північно-західним діалектом,
- північний перехідний (кат. septentrional de transició), має деякі риси, спільні з русільйонським або північно-каталанським діалектом,
- барселонський (кат. barceloní), що поширений у Барселоні та навколишній місцевості,
- шіпелья (кат. xipella), поширений у Сарралі, Сулібелі, Бланкафорі, Пірі, Барбарі-да-ла-Конці та Рукафорі-да-Каралі,
- салат (кат. parlar salat), поширений на узбережжі Коста Брава.

Окрім того в Барселоні виділяють ще кілька соціолектів (шава, ултра, бледа).
Центральнокаталанський діалект, хоча і не значним чином, але відрізняється від літературної каталанської мови – мови ЗМІ та освіти Каталонії. Не зважаючи на цю різницю, каталаномовці з усіх каталанських країн вважають саме цей діалект найбільш наближеним до літературної норми.

## Головні риси центральнокаталанського діалекту
Головними рисами центральнокаталанського діалекта є вимова нейтрального [ə] як [a], [β] завжди як [b] (у субдіалекті салат іноді вимовляється [v], особливо у формах слова anar «йти»). Льєзони голосних численніші, ніж у літературній мові – не вимовляються не лише схожі голосні, але іноді й різні (va dir el pare літературною вимовляється [βə di əł 'paɾə], діалектна вимова [βa dił 'paɾa]), група -ble вимовляється як [b:ła], а у субдіалекті салат як [pła], між голосними з’являються додаткові приголосні (літературною a ningú «нікому», у діалекті ana ningú), не вимовляється початкове f- (ferma вимовляється як ['eɾma]).
Вимова деяких слів відрізняється від нормативної (варіанти numés / dumés – «лише», mé / més / méj – «най-», on «де» читається як ón / ónta / auón), вживаються розмовні варіанти для побудови речення (ell li va dir al seu pare дослівно «він йому, сказав батькові» замість нормативного ell va dir al seu pare дослівно «він сказав батькові»), множина деяких слів формується не за правилами (літературною boscs «ліси», у діалекті boscos).

## Приклади діалектів
Приклади наведено з Притчи про блудного сина, Євангеліє від Луки Нового Заповіту.
Текст літературною мовою
Un home només tenia dos fills. El més jove va dir al seu pare: "Ja és hora que sigui el meu propi amo i que tingui cèntims; me n'he [me n'haig] d'anar a veure món. Partiu la vostra herència i doneu-me el que em toqui". "Ai, fill meu", va dir el pare, "com vulguis; ets un dolent i Déu et castigarà". I després va obrir un calaix, va partir la seva herència i va fer-ne [en va fer] dues parts. Al cap d'uns quants dies, el dolent se'n va anar del poble molt tibat i sense dir adéu a ningú. Va travessar molta terra ferma, molts boscs i molts rius, i va arribar a una gran ciutat on [a on] va gastar tots els cèntims.
Дослівний переклад українською з каталанської
Жив собі чоловік, у якого було два сини. Молодший сказав батькові: «Час мені йти за своєю долею та заробити грошей, мушу піти подивитися світ. Поділіть Ваш і дай мені належну частину.» «Сине мій – сказав батько – як бажаєш, ти – недобра людина і Бог тебе покарає». Після цього він відкрив скриньку та поділив усе, що мав, на дві частини. За декілька днів, його недобрий син дуже задоволений пішов з селища і не попрощався ні з ким. Він мандрував пустими землями, багатьма лісами та багатьма ріками та прийшов до великого міста, де він витратив усі свої гроші.
Центральнокаталанський діалект
Un hòma numés/dumés tania dós fills. Al mé[j] jóba li ba di al/anal séu para: "Ia (é)[z] hòra ca sigui'l méu pròpi amu i ca tingui cèntims; ma n'hé [ma n'haig] d'anà (a) bèura món. Partiu la bòstra harència i dunèu-ma'l ca'm tòqui". "Ai, fill méu", ba dí'l para, "còm bulguis; ét[z] un dulén i Déu at castigarà". I dasprés ba ubrí un cala(i)x, ba partí la séba harència i an ba fé dós/dugas par(t)s. Al cap d'un(s) quan(t)s dias, al dulén sa'n ba 'nà dal pòbbla mól tibat i sénsa dí adéu a/ana ningú. Ba trabassà molta tèrra èrma, mól(s) bòscu[z] i mól(s) rius, i ba (a)rribà a/an una gran ciutat ón/ónta/auón ba gastà tót[z] als [tót al] cèntims.
Субдіалект салат (Ампурда)
Un homa numés/dumés tania dos fils. Al [as] més joba ba dil'li'n [li va di'n] al seu para: “jès hora (de) ca sigui'l[sigui's] meu propi amu i ca tingui cèntims; me n'he [me n'haig] d'anà beura món. Partexi la seua'réncia i me'n dongui (dongui-me'n) lu ca ma (el cam, lu cam) toqui”. “Ai, fill meu”, ba dil'li'l (dil'li's) para, com vulguis; ets un dulén i Déu ta castigarà. I dasprés ba ubrí un calax i ba partí la seu'aréncia i na va fé [va fen'na] dugues parts. Al cap d'uns cons dias al dulen va nas'san [s'an va ana] del popla mol tibat i sensa dil'li adéu a ningú. Ba trabassá molta terr'erma mols de boscus i mols de rius, i ba'rribà'nuna gran ciutat anunta (unta) se va gasta tots el (es) cèntims.
Артикль «салат» (es, sa, ‘s) у зоні субдіалекту салат може вживатися або ні.